# Jacksonoides distinctus
Jacksonoides distinctus là một loài nhện trong họ Salticidae.
Loài này thuộc chi Jacksonoides. Jacksonoides distinctus được Fred R. Wanless miêu tả năm 1988.